# هشت‌پای خال‌سفید اطلس
هشت‌پای خال‌سفید اطلس (نام علمی: Octopus macropus) نام یک گونه از راسته هشت‌پا است.